# NGC 5294
NGC 5294 este o galaxie situată în constelația Ursa Mare. A fost descoperită în 14 aprilie 1789 de către William Herschel.